# ルース・スレンチェンスカ
- ルース・スレンチンスカ

ルース・スレンチェンスカ（Ruth Slenczynska, 1925年1月15日 -）は、アメリカ合衆国のピアニスト。日本では「スレンチンスカ」と表記されていたこともある。

## 来歴
カリフォルニア州サクラメントの生まれ。幼少期に父親のヴァイオリニスト、ヨゼフ・スレンチンスキから音楽の手ほどきを受け、4歳でステージ・デビューを果たす。5歳でカーティス音楽院に入学し、6歳でベルリン、8歳でニューヨーク、11歳でパリ等、各都市でコンサートを開いて成功を収めた。彼女にピアノを教えた教師として、ヨゼフ・ホフマン、セルゲイ・ラフマニノフ、アルトゥル・シュナーベル、エゴン・ペトリ、ヴィルヘルム・バックハウス、アルフレッド・コルトー等が数えられる。14歳から一旦音楽活動から遠ざかり、19歳で大学で心理学を学んだが、26歳のときに指揮者のアーサー・フィードラーに請われてピアニストとして復帰した。1964年からサウス・イリノイ大学のアーティスト・イン・レジデンスに就任し、1987年に退任。2003年に初来日。その後たびたび来日し、2005年の岡山でのコンサートで公開演奏の場から退いたが、録音はその後も続けている。

## 著作
- Slenczynska, Ruth; Biancolli, Louis Leopold (1957) (英語). Forbidden childhood. Doubleday. OCLC 567523
- Slenczynska, Ruth; Lingg, Ann M. (1961) (英語). Music at your fingertips. Doubleday. OCLC 910365785